# بيترو هاينز
بيترو هاينز (بالإنجليزية: Simone Hines)‏ هي مغنية أمريكية، ولدت في 1979 في نيوجيرسي في الولايات المتحدة.

## وصلات خارجية
- بيترو هاينز على موقع IMDb (الإنجليزية)
- بيترو هاينز على موقع ميوزك برينز (الإنجليزية)
- بيترو هاينز على موقع أول ميوزيك (الإنجليزية)
- بيترو هاينز على موقع ديسكوغز (الإنجليزية)